# فلسفه ورزش
فلسفه ورزش حوزه‌ای از فلسفه است که به دنبال تحلیل مفهومی موضوعات ورزش به‌عنوان فعالیت انسانی است. این موضوعات حوزه‌های بسیاری را در بر می‌گیرند، اما عمدتاً در پنج دسته فلسفی قرار می‌گیرند: متافیزیک، اخلاق و فلسفه اخلاق، فلسفه حقوق، فلسفه سیاسی و زیبایی‌شناسی. دیدگاه فلسفی در مورد ورزش از یونان باستان سرچشمه گرفت و در اواخر قرن بیستم با کارهای پل وایس و هاوارد اسلشر احیا شد.
دیدگاه فلسفی در مورد ورزش، روابط متافیزیکی ورزش با هنر و بازی، مسائل اخلاقی فضیلت و انصاف و به‌طور گسترده‌تر اجتماعی سیاسی را در بر می‌گیرد.

## ورزش و فلسفه در یونان باستان

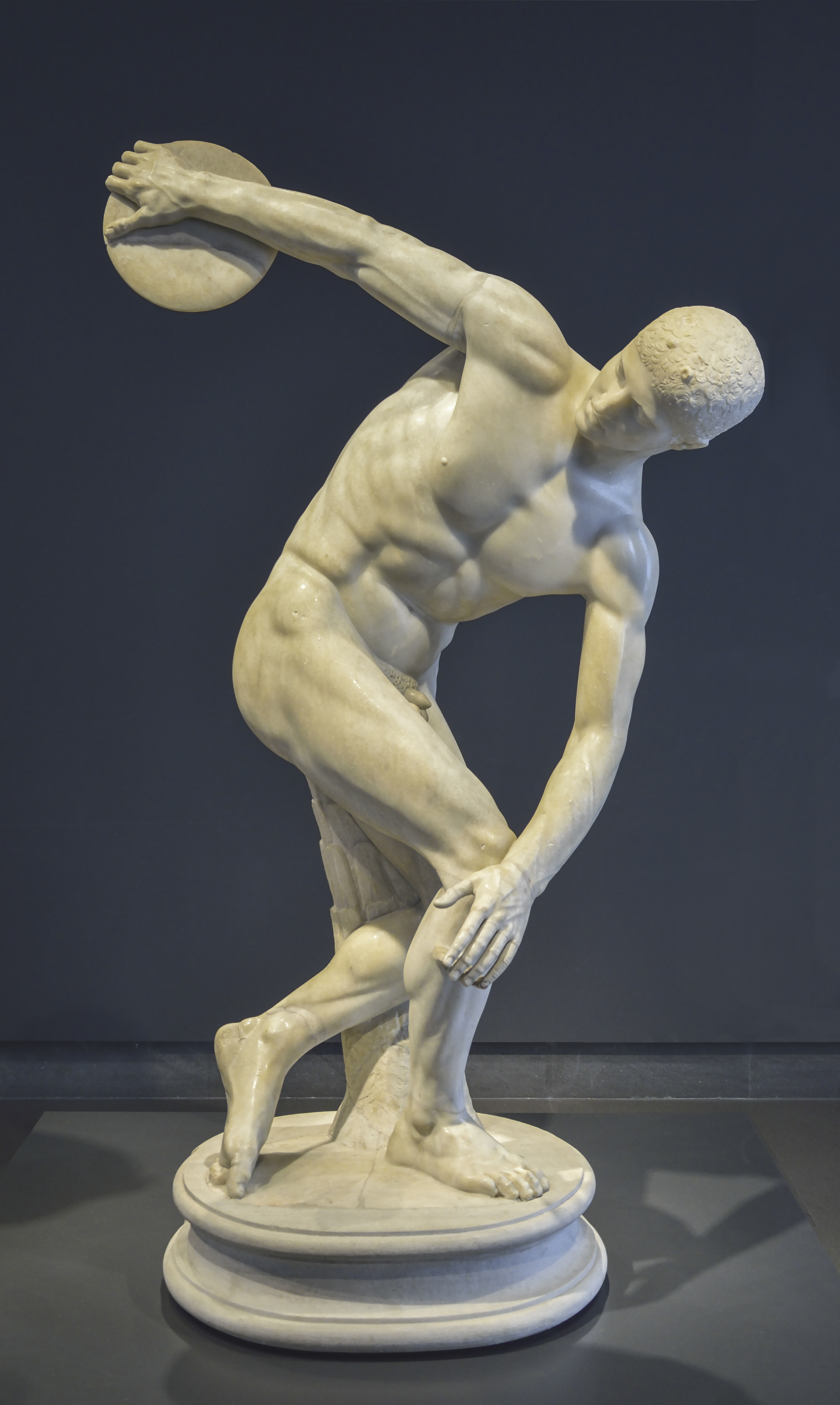
دیسک‌پران کپی از مجسمه یونانی قرن ۵ قبل از میلاد؛ نشان‌دهنده یک پرتاب‌گر دیسک المپیک باستانی است

یونان باستان را زادگاه فلسفه باستان و ورزش‌های المپیکی می‌دانند. فلسفه‌های هلنیستی اهمیت زیادی بر عمل‌کرد ورزشی داشتند. با توجه به دیدگاه زمانه، مهارت ورزشی یک رهبر، نشان‌دهنده توانایی او در رهبری بود. (بازی‌های فایاکس در ادیسه هومر) ورزش یک تحقیق معرفتی تلقی می‌شد؛ فرآیندی روش‌شناختی که از طریق آن حقیقت عینی پتانسیل ورزشی یک فرد را با به فعلیت رساندن آن در رقابت‌های ورزشی می‌آموزیم. دو و میدانی معیار ارزش فردی به‌عنوان درمانی برای نابرابری اجتماعی تلقی می‌شد. ورزش حتی نوعی آموزش اخلاقی تلقی می‌شد. افلاطون از مشارکت زنان در ورزش برای غنی‌سازی اخلاقی آن‌ها یاد می‌کرد. ارسطو بر فعالیت بدنی به‌عنوان یک مسئولیت اخلاقی تأکید کرد.

## فلسفه ورزش معاصر
ظهور مجدد علاقه به فلسفه ورزش توسط انتشار کتاب ورزش: یک تحقیق فلسفی (۱۹۶۹) فیلسوف ییل، پل وایس مشخص شد، که اولین متن کامل در فلسفه ورزش در نظر گرفته شد. وایس در این کتاب، کمبود کار در فلسفه ورزش را بازتابی از نخبه‌گرایی دانشگاهی توضیح می‌هد. به گفته وایس، ورزش همیشه یا مبتذل یا رایج در نظر گرفته می‌شد.
مدت‌ها قبل از این، ملاحظات فلسفی ورزش و بدن و فعالیت به‌عنوان زیرمجموعه‌ای از اصلاحات آموزشی در اواخر قرن نوزدهم مورد بحث قرار گرفت، زیرا پیوند بین تربیت بدنی و سلامت و تندرستی در بین محققان مورد توجه قرار گرفت. در بسیاری از مواقع، مزایای سلامتی و آموزشی فعالیت بدنی جزئی از زندگی عمومی بود. به‌طور ناخواسته، بسیاری از طرف‌داران تربیت بدنی غیر فیلسوف، مواضع فلسفی در غایت‌شناسی، دوگانه ذهن-بدن و متافیزیک را به‌عنوان بخشی از مدل عاملیت و شخصیت انسانی خود گرفتند. در زمینه‌ای وسیع‌تر، فلسفه سیاسی در پاسخ به مسائل اجتماعی و سیاسی روز، در ارتباط با وظیفه مدنی، شهروندی مسئولانه و دیگر ویژگی‌های سیاسی ورزش وارد صحنه شد. درحالی‌که بیش‌تر تمرکز بر کارهای انجام‌شده در غرب بوده‌است، فیلسوفان ورزش اهمیت کار انجام شده در شرق، به‌ویژه ژاپن را تصدیق می‌کنند.
پرسش‌های مهم در فلسفه ورزش به فضایل اجتماعی ورزش، زیبایی‌شناسی اجراها و نمایش‌های ورزشی، معرفت‌شناسی استراتژی و تکنیک‌های فردی و تیمی، اخلاق ورزشی، منطق قوانین در ورزش، متافیزیک ورزش به‌عنوان جزء طبیعت یا غریزه انسان و غیره. برخی از نویسندگان فلسفه ورزش را از نظر بدن، هنر و تلاقی آن با ورزش‌های نسل X مانند بولدرینگ، موج‌سواری، اسکیت‌برد نوشته‌اند.
حوزه‌های دیگر تلاقی‌کننده با حوزه‌های معاصر فلسفه عبارتند از: فلسفه تعلیم و تربیت، فلسفه حقوق، فلسفه ذهن، فلسفه قواعد، فلسفه علم، فلسفه اجتماعی و فلسفه سیاسی.

## مسائلی در فلسفه ورزش

### اخلاق
مسائل اخلاقی در فلسفه ورزش عمدتاً بر رفتار ورزش‌کاران در رابطه با قوانین بازی، سایر ورزش‌کاران، تماشاگران، عوامل بیرونی مانند مسائل اجتماعی-اقتصادی در میان هواداران و جوامع و مسائل مربوط به دوپینگ متمرکز است.
مسائل مربوط به دوپینگ در ورزش بر اخلاق مداخله پزشکی در عمل‌کرد ورزشی تمرکز دارد: آنچه قابل‌قبول است در مقابل آنچه نیست، و چگونه می‌توان مرزها را ترسیم کرد. توجه ویژه‌ای به این سؤال می‌شود که چه عواملی باید در هنگام ممنوعیت برخی مداخلات پزشکی در نظر گرفته شوند.
این‌ها و موضوعات دیگر معمولاً از دریچه سه نظریه اخلاقی مهم مقایسه می‌شوند: نتیجه‌گرایی، اخلاق وظیفه‌گرا و اخلاقیات فضیلت.

### ارزشمندترین بازیکن
مفهوم «ارزشمندترین بازیکن» (به انگلیسی: most valuable player) از موضوعات موضرد بحث در حوزه فلسفه ورزش است. فیلسوفان استفن کرشنار و نیل فیت استدلال می‌کنند که مفهوم MVP یک مفهوم اساساً مبهم است، اما در عین حال ارزشمند است، زیرا بحث در مورد انواع مختلف برتری در یک ورزش خاص و وزنی را که باید به این انواع اختصاص داده شود، ترویج می‌کند. استفان کرشنار این ابهام را «ارزشمندترین بازیکن» نامید. او راه حلی برای این مشکل ارائه کرد اما بعداً آن را پس گرفت و اذعان داشت که مشکل حل‌نشده باقی مانده‌است.

## برای مطالعه بیش‌تر
- ورزش، اخلاق و فلسفه (راتلج)
- مجله فلسفه ورزش (راتلج)